# Chaptalia araneosa
Chaptalia araneosa là một loài thực vật có hoa trong họ Cúc. Loài này được Casar. mô tả khoa học đầu tiên năm 1841.